# Nagar Parkar
Nagar Parkar o Nagarparkar és una ciutat del Sind, Pakistan, capital de la taluka del mateix nom al districte de Thar i Parkar, amb una població el 1901 de 2.454 habitants i actual desconeguda encara que no important. A un km hi ha Sardhara, amb temple dedicat a Mahadeo, i una font sagrada entre els hindús. A uns 6 km al nord-oest, a Bhodisar, hi ha les restes de tres antigues estructures jainistes datades entre 1375 i 1449. És famosa per la rebel·lió de 1859 per suprimir la qual els britànics van enviar forces des de Hyderabad. Els rebels foren derrotats i els seus caps desterrats per uns anys.